# Synopeas wasmanni
Synopeas wasmanni är en stekelart som beskrevs av Jean-Jacques Kieffer 1916. Synopeas wasmanni ingår i släktet Synopeas och familjen gallmyggesteklar. Inga underarter finns listade i Catalogue of Life.